# Luis Reyes Peñaranda
Luis Reyes Peñaranda (ur. 5 czerwca 1911, zm. ?) – boliwijski piłkarz grający na pozycji obrońcy.

## Kariera klubowa
Podczas kariery klubowej reprezentował barwy Universitario La Paz. Z klubem z La Paz zdobył mistrzostwo Boliwii w 1929 roku.

## Kariera reprezentacyjna
Luis Reyes Peñaranda na początku lat trzydziestych występował w reprezentacji Boliwii. W 1930 uczestniczył w mistrzostwach świata 1930. Na mundialu był rezerwowym i nie wystąpił w żadnym meczu.